# Mikhmas
Mikhmas, també Mukhmas (àrab: مُخماس, Muẖmās) és una vila palestina de la governació de Jerusalem, a Cisjordània, situada 8 kilòmetres al nord-est de Jerusalem. Segons l'Oficina Central Palestina d'Estadístiques tenia 1.692 habitants el 2016. Limita amb Deir Dibwan al nord i est, Burqa a l'oest, i Jaba' al sud.

## Història

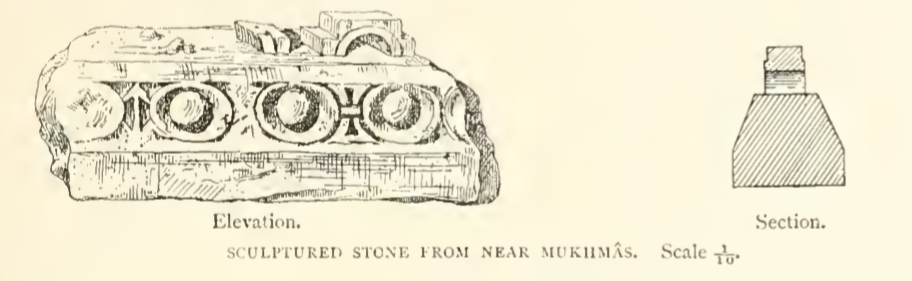
Restes romanes d'Orient trobades per Clermont-Garneau a Mikhmas

S'hi ha trobat restes de ceràmica romana d'Orient. Clermont-Ganneau també hi va trobar altres troballes romanes d'Orient, especulant que podria ser restes del del convent fundat per l'abat Firmí, deixeble de Sant Saba. L'SWP va assenyalar sobre Mikhmas: Al poble hi ha restes de maçoneria antiga, pel que sembla una Església. Un pilar-eix està integrat en una paret a la cantonada nord-oest del llogaret. Dues pedres llinda són construïdes sobre la porta d'una altra casa, una amb tres creus en cercles, la segona amb un disseny aparentment tallat a la meitat.

### Època otomana
Mukhmas va ser incorporat a l'Imperi Otomà en 1517 amb tota Palestina i, el 1596, va aparèixer als registres d'impostos com a part de la nàhiya d'al-Quds al liwà d'al-Quds amb el nom de Mihmas. Tenia una població de 24 llars; que eren totes musulmanes. Pagava una taxa impositiva ziamet fixa del 33,3% en productes agrícoles, inclosos blat, ordi, oliveres, fruiters, cabres i ruscs, a més d'ingressos ocasionals; un total de 2.200 akçe.
L'explorador francès Victor Guérin va observar en 1863 una gran quantitat de pedres antigues importants a les cases modernes. Prop de trenta cisternes i sitges excavades a la roca també datades de l'antiguitat. Una llista de pobles otomans de l'any 1870 va mostrar que Muchmas tenia 36 cases i una població de 120, tot i que el recompte de població només incloïa homes.
En 1883 el Survey of Western Palestine (SWP) del Fons per a l'Exploració de Palestina va descriure Mukhmas com: «Un petit poble de pedra al vessant d'una cresta. L'abastament d'aigua és per cisterna. Té un pou d'aigua a l'est i algunes figues disperses cap a l'oest. Al nord es troben les tombes tallades en la roca; a la carretera antiga passa el lloc. Hi ha fonaments i restes d'antics edificis del poble. Aquest lloc és l'antic Micmàs situada per l'Onomasticona 9 milles romanes de Jerusalem. La distància és de 7 1/2 milles angleses o vuit milles romanes en una línia.»
El 1896 es va estimar que la població de Muchmas era d'unes 288 persones.

### Mandat Britànic de Palestina
En el cens de Palestina de 1922, dut a terme per les autoritats del Mandat Britànic, Mukhmas tenia 361 habitants, incrementats en el cens de 1931 a 404 habitants, en 80 cases.
En el cens de 1945, Mukhmas tenia 540 musulmans, i una àrea de terra de 13,479 dúnams. D'aquests, 569 dúnams eren per a plantacions i terra de rec, 2,274 per a cereals, mentre 28 dúnams eren sòl urbanitzat.

### Després de 1948
Després de la Guerra araboisraeliana de 1948 i els acords d'armistici de 1949, Mikhmas va quedar sota un règim d'ocupació jordana. Des de la Guerra dels Sis Dies en 1967, Mikhmas ha romàs sota ocupació israeliana. Els israelians han confiscat terra a Mikhmas per les seves bases militars, carreteres i assentaments israelians com Sha'ar Binyamin i Ma'ale Mikhmas. En 2010 colons israelians d'Ofra i Migron van desarrelar diversos centenars d'oliveres propietat de la població de Mikhmas. En 2011 colons israelians de Ma'ale Mikhmas va calar foc prop d'un centenar d'oliveres, pertanyent al poble de Mikhmas.